# Parc des Tanneurs
Le parc des Tanneurs est un parc municipal d’un hectare, situé à Rennes, au bord de l’Ille.

## Histoire
Son nom vient des familles de tanneurs propriétaires successifs. En 1910, Jean Pinault (fils d’Eugène Pinault, maire de Rennes de 1900 à 1908) puis en 1929 la famille Bolelli occupèrent les lieux.
Depuis 1999-2000, le bâtiment est le siège de la conférence des régions périphériques maritimes (CRPM) et la Conférence des Villes de l'Arc Atlantique (CVAA),.
Avec quelques parcelles environnantes dont les berges de l'Ille, il fait partie d'un site naturel classé depuis le 22 janvier 1968.

### Les habitations gallo-romaines
Les premières fouilles du parc des Tanneurs, réalisées en 1962, ont permis de mettre au jour une maçonnerie constituée de deux conduits limités par des briques. La dernière campagne de fouilles poursuit ces premières découvertes et ont mis au jour une domus composée notamment d’une grande salle au sein de laquelle se trouve un hypocauste rayonnant. Une autre construction au sud de ce bâtiment a également été découverte et la présence d’une cave et d’une cage d’escalier peut laisser penser qu’il s’agit d’une habitation, même si la fonction de ce bâtiment n’a pas encore été clairement déterminée.  

### La nécropole antique
En 2017, des fouilles archéologiques sont menées par l'Institut national de recherches archéologiques préventives. Elles ont découvert des habitations de la fin de l'Antiquité et une nécropole qui s'est ensuite établie au même endroit,,. Il s'agit aujourd'hui de la plus grande nécropole tardo-antique retrouvée dans la région.
Les fouilles, réalisées entre 1969 et 1970, ont tout d'abord mis au jour des zones d’inhumation et des fosses dépotoirs modernes. Cependant, leur localisation précise est aujourd’hui perdue. Parmi les découvertes matérielles effectuées au sein de cette nécropole, quatre sarcophages ont été mis au jour. L’un en particulier est d’une longueur d’1,20m, en plomb, et composé d’un couvercle soudé aux deux extrémités.  

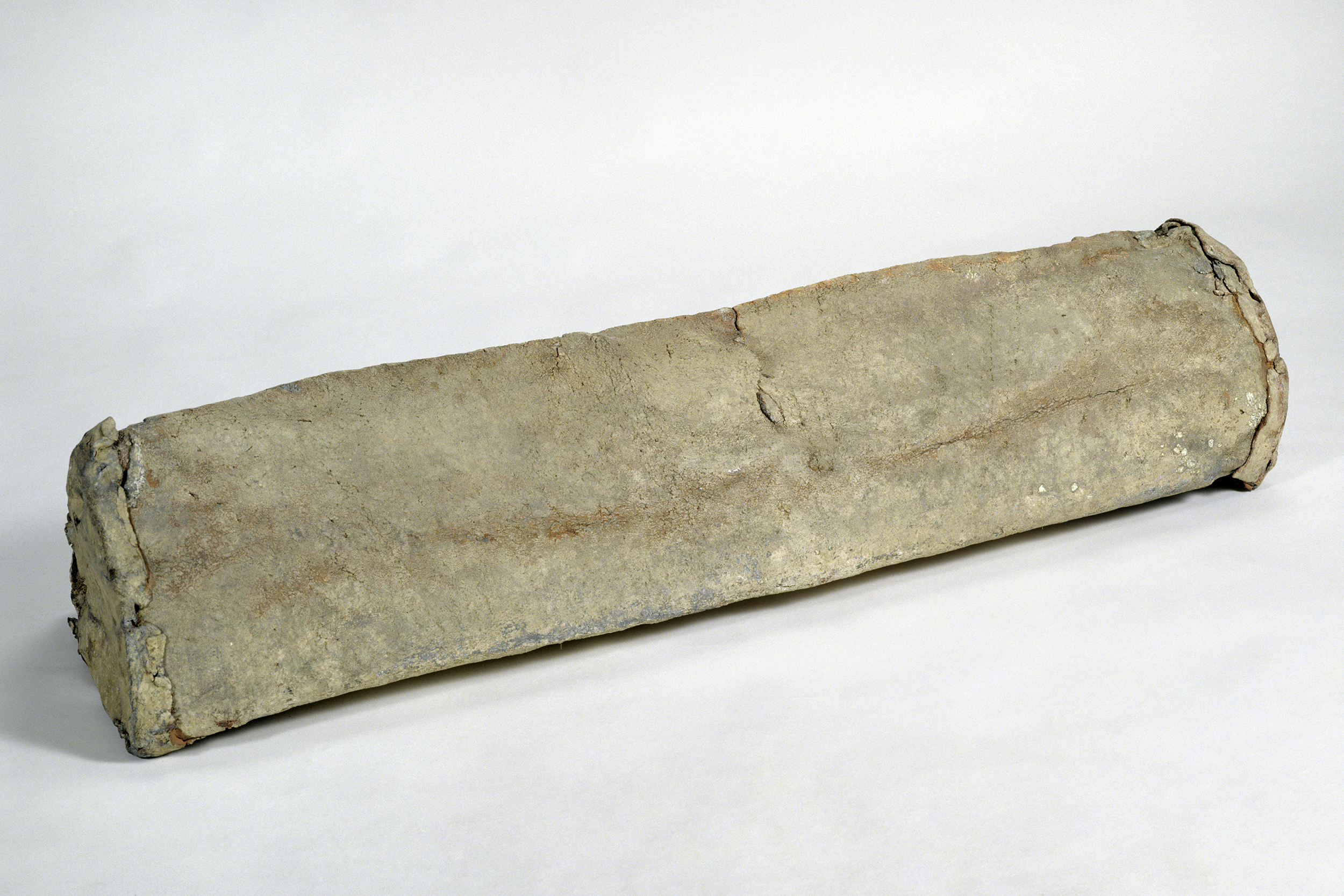
Sarcophage en plomb conservé au musée de Bretagne.

L’intérieur renfermait les restes d’un enfant, et autour du sarcophage, des vases et fioles à parfum ont été retrouvés, constituant le mobilier funéraire de la tombe.
La Bretagne, de par l’acidité de ses sols, conserve très mal les restes osseux des individus inhumés. Peu de connaissances sur les nécropoles de cette région subsistent alors. Les sites du parc des Tanneurs et de l’Hôtel-Dieu sont la plus vaste nécropole de l’Antiquité tardive connue à ce jour dans cette région.
Les fouilles effectuées sur le site de l’Hôtel-Dieu en 2016-2017 ont permis de mettre au jour 508 tombes à inhumations dont la constitution osseuse des défunts a été étonnamment bien préservée pour la zone. La fouille du parc des Tanneurs permet alors d’étendre le champ d’étude de cette nécropole vers le nord-ouest. 75 tombes y ont été identifiées, parmi lesquelles se trouvait une tombe à incinération.
L’installation de cette nécropole débute à la fin du IIIe siècle sur l’espace bâti précédemment abandonné au nord de la ville ancienne de Condate, tandis que les tombes fouillées au sein du parc des Tanneurs sont davantage à situer entre la fin du IIIe siècle et la fin du IVe siècle.

## Situation
Le parc est situé à l'ouest du quartier Fougères - Sévigné de Rennes. Il se trouve entre la rue Saint-Martin et le bord de l’Ille au nord du centre-ville. Il fait face aux prairies Saint-Martin auxquelles il est relié par une passerelle piétonne.
Il est bordé à l’ouest par une maison remontant au XVIIe siècle ainsi que par plusieurs immeubles d’habitations modernes : « Le Pré Saint Martin » au nord-ouest et le « Castel Saint-Martin » à l’est.
Fortement en pente, son altitude varie de 26 mètres le long de l’Ille à environ 38 mètres au niveau de son entrée principale rue Saint-Martin.

## Espèces végétales
- Châtaignier[2]
- Chêne pédonculé
- Chêne vert
- Charme commun
- Hêtre européen[2]
- Alisier des bois
- Ginkgo biloba
- Sophora pleureur
- Sapin bleu
- Cyprès méditerranéen
- Cèdre bleu
- Cephalotaxus
- un Séquoia géant[2]
- Sequoia sempervirens